# Katedra Matki Bożej Różańcowej w Toledo (Ohio)
Katedra Matki Bożej Różańcowej w Toledo (Ohio) zw. Katedrą Różańća (Rosary Cathedral) – najważniejszy kościół katolicki w diecezji Toledo (prowincja Cincinnati) i siedziba biskupa tejże diecezji. Zbudowana w hiszpański stylu Plateresco na wzór katedry w Toledo w Hiszpanii. Obecnie pełni także rolę kościoła parafialnego. 

## Galeria zdjęć

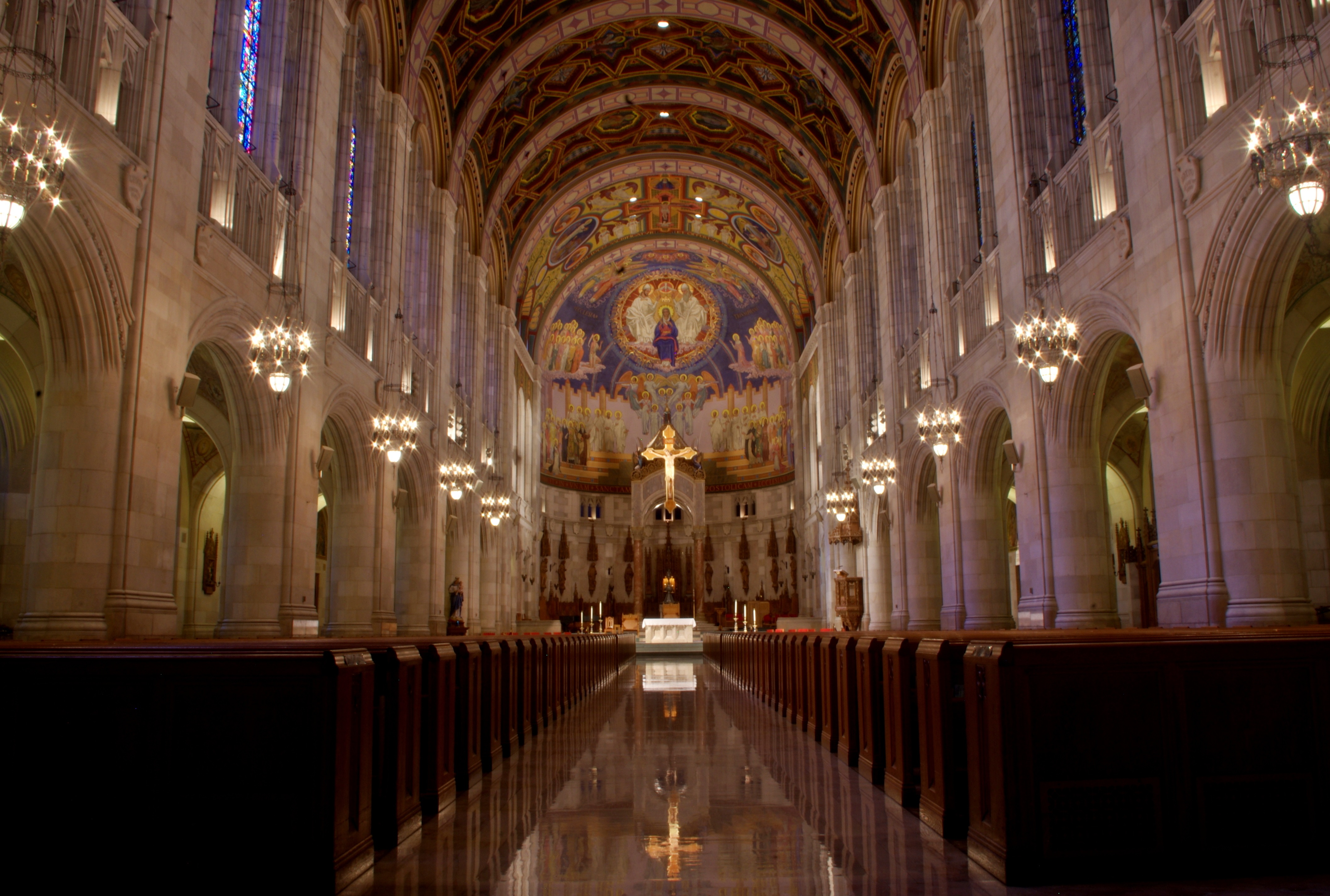
Wnętrze katedry
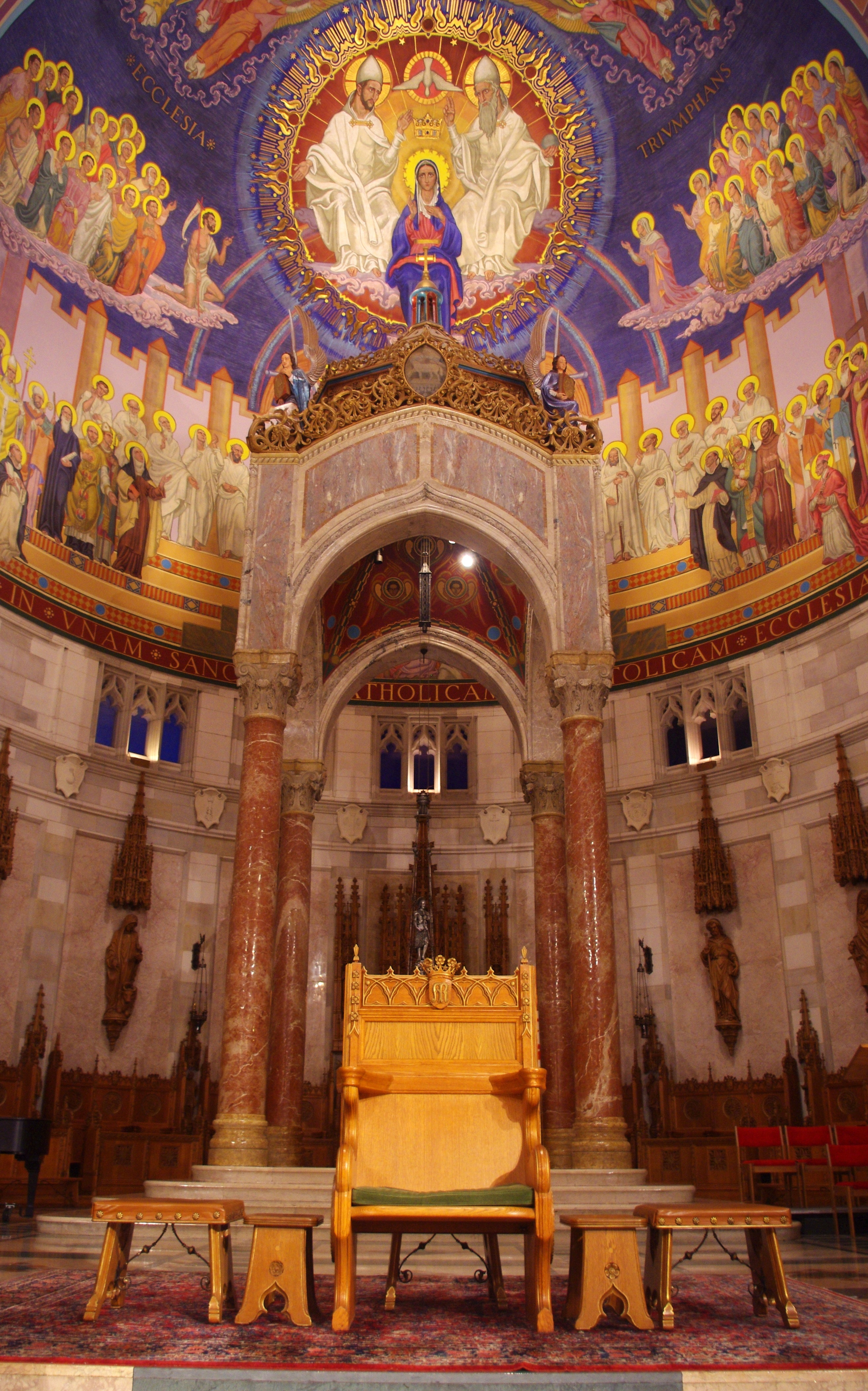
Tron biskupi
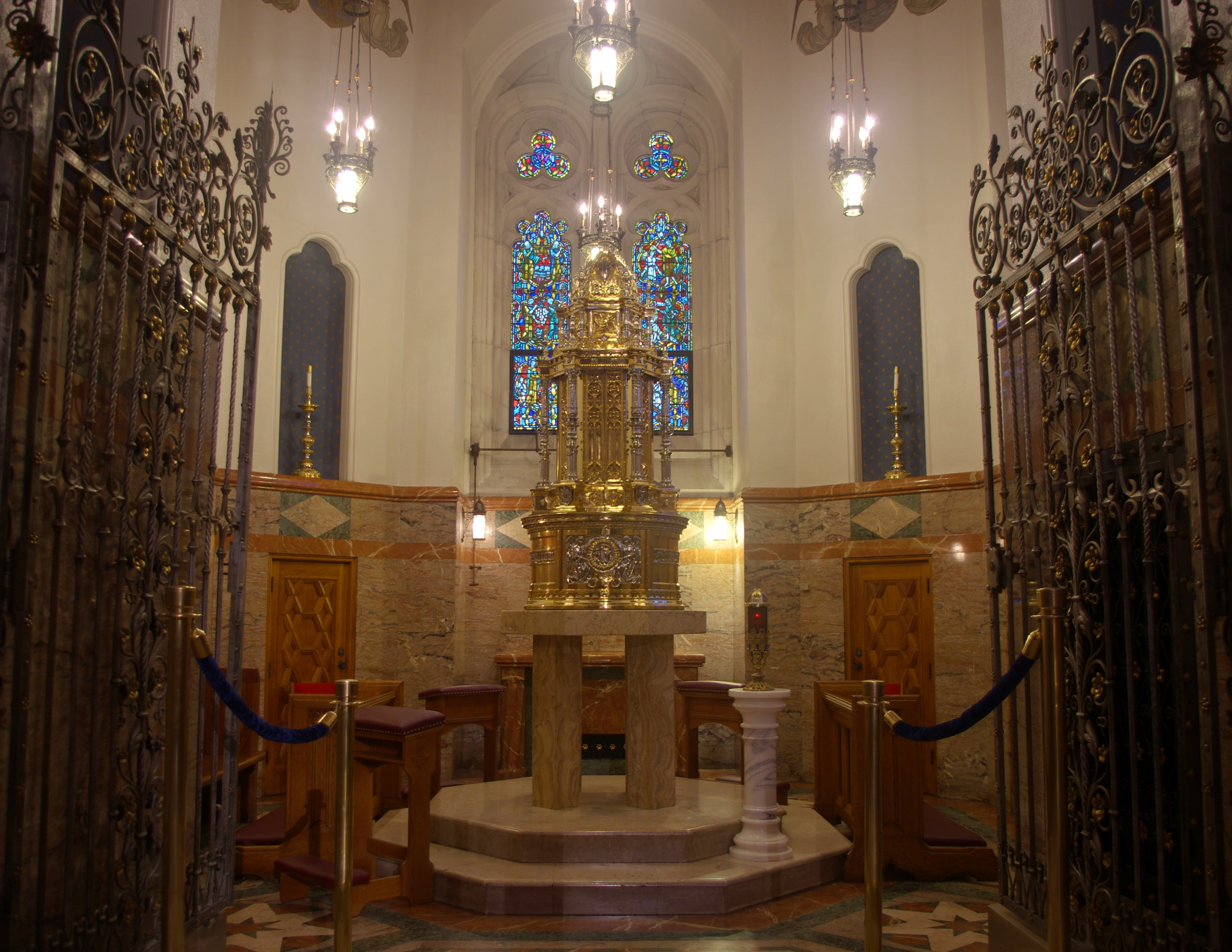
Sakramentarium
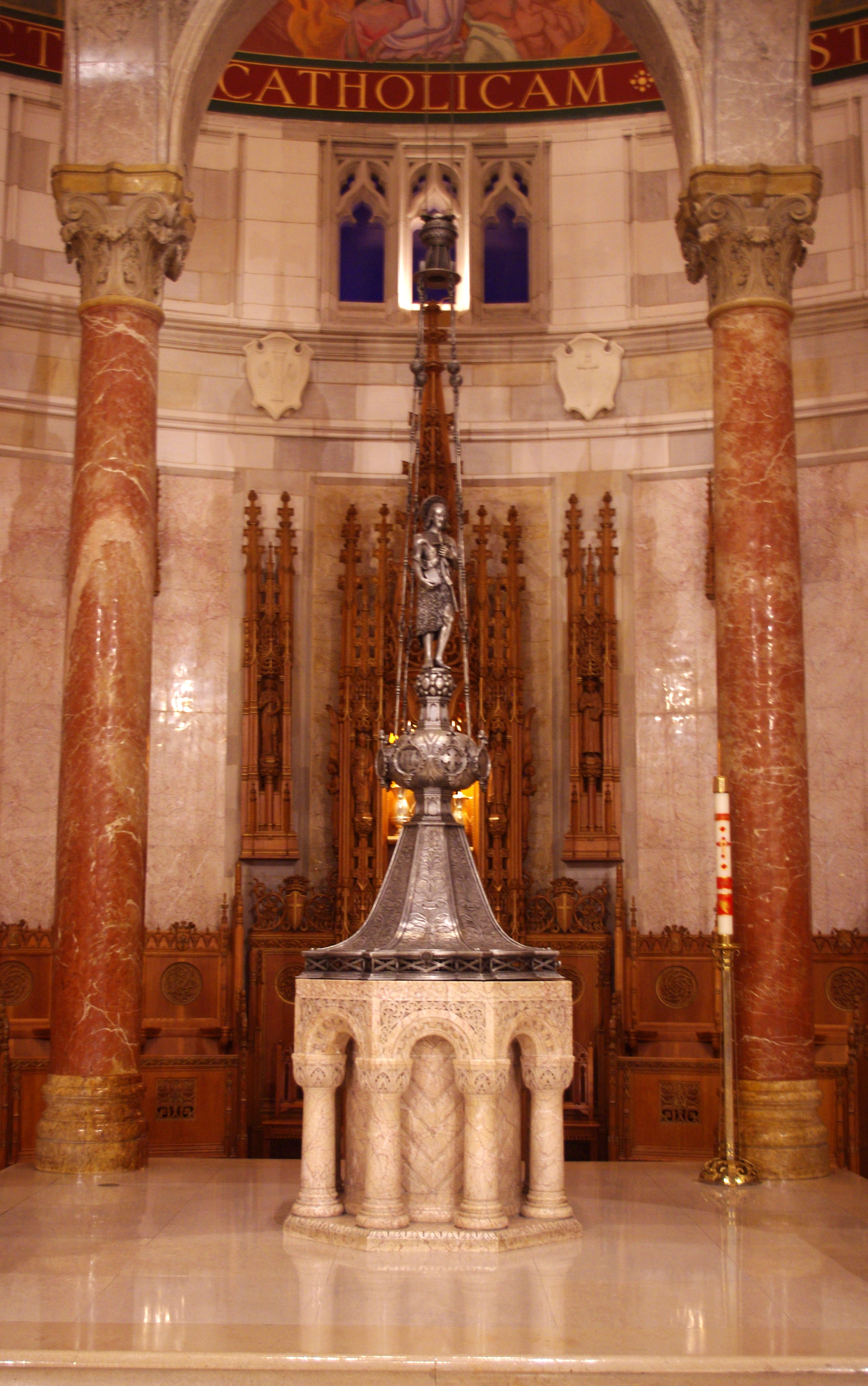
Chrzcielnica
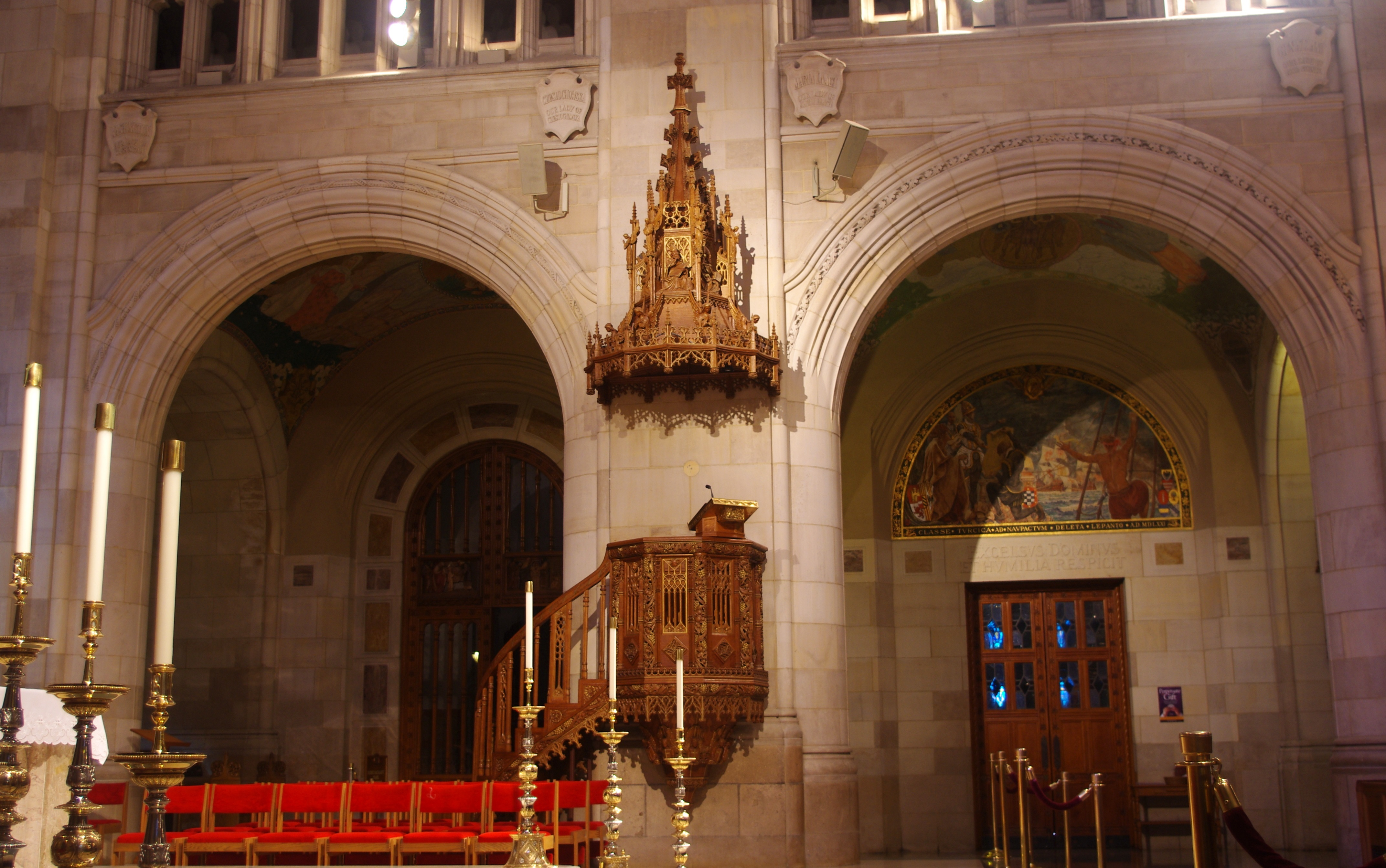
Ambona